# Universidad Federal de Ceará

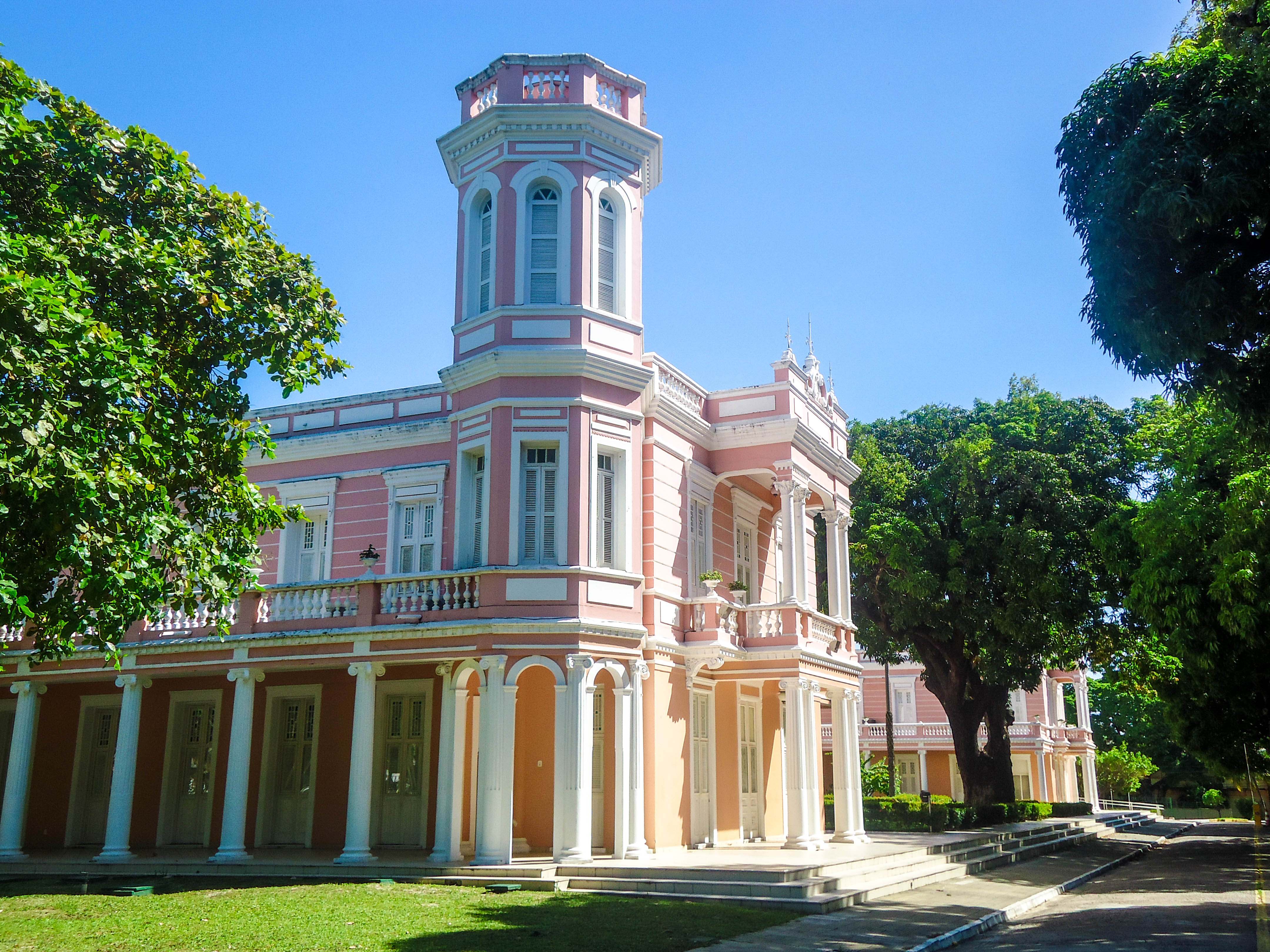
Reitoria de UFC.

La Universidad Federal de Ceará  (en portugués: Universidade Federal do Ceará, UFC), es la mayor universidad del estado de Ceará en Brasil y es un grande centro de conocimiento de Latinoamérica. Se ubica en la ciudad de Fortaleza, con tres campus: Pici, Benfica y Porangabussu. UFC es la 18.ª mejor universidad de Latinoamérica según el Ranking of Web Universities hecho por el Ministerio de Educación de España.

## Centros
La Universidad se divide en "Centros" y en unidades independientes:
- Centro de Ciências (CC)
- Centro de Ciências Agrárias (CCA)
- Centro de Humanidades (CH)
- Centro de Tecnologia (CT)
- Faculdade de Direito (FD)
- Faculdade de Economia, Administração, Atuária e Contabilidade (FEAAC)
- Faculdade de Educação (FACED)
- Faculdade de Farmácia, Odontologia e Enfermagem (FFOE)
- Faculdade de Medicina (FAMED)
- Instituto de Ciências do Mar (Labomar)
- Instituto de Cultura e Arte (ICA)
- Instituto de Educação Física e Esportes (IEFES)
- Instituto Universidade Virtual (IUVi)
- Campus da UFC em Crateús
- Campus da UFC em Quixadá
- Campus da UFC em Russas
- Campus da UFC em Sobral
- Biblioteca das Casas de Cultura Estrangeira (BCCE)
- Biblioteca de Ciências e Tecnologia (BCT)
- Biblioteca de Ciências da Saúde (BCS)
- Biblioteca de Ciências Humanas (BCH)
- Biblioteca do Curso de Arquitetura (BCA)
- Biblioteca do Curso de Física (BCF)
- Biblioteca do Curso de Matemática (BCM)
- Biblioteca da Faculdade de Direito (BFD)
- Biblioteca da Faculdade de Economia, Administração, Atuária e Contabilidade (BFEAAC)
- Biblioteca do Instituto de Ciências do Mar (BICM)
- Biblioteca de Pós-Graduação em Economia (BPGEC)
- Biblioteca de Pós-Graduação em Economia Agrícola (BPGEA)
- Biblioteca de Pós-Graduação em Engenharia (BPGE)
- Biblioteca de Medicina de Sobral (BMS)
- Biblioteca do Campus de Sobral (BCSO)
- Biblioteca do Campus de Quixadá (BCQ)
- Casa José de Alencar
- Memorial da UFC
- Museu de Arte da UFC (MAUC)
- Seara da Ciência
- Secretaria de Acessibilidade (UFC Inclui)
- Secretaria de Cultura Artística (SECULT-ARTE UFC)
- Secretaria de Tecnologia da Informação
- Hospital Universitário Walter Cantídio (HUWC)
- Hospital Universitário Assis Chateubriand (HUAC)